# Digital intermediate
Nella produzione cinematografica, il Digital Intermediate Process, abbreviato in DI o DIP, è un processo di finitura delle immagini in movimento attraverso la digitalizzazione del film, la manipolazione del colore e di altre caratteristiche delle immagini. Nella pratica di post-produzione è stato introdotto come prassi da quando il digitale si afferma come norma per la produzione cinematografica a scapito della pellicola, dal 2009 circa.
Spesso sostituisce o potenzia il processo di sincronizzazione fotochimico, e di solito è il finale aggiustamento creativo di un film prima della distribuzione nelle sale. Si distingue dal processo di Telecine in cui la pellicola viene digitalizzata, e il colore viene manipolato nelle prime fasi del processo per facilitare l'editing. Entrambi i processi sono spesso eseguiti con lo stesso hardware da coloristi forniti del medesimo background. 
Questi due procedimenti sono parte del processo globale di gestione del colore in un film. Un DIP viene di solito eseguito a risoluzioni maggiori e una maggior fedeltà dei colori rispetto ai trasferimenti Telecine. 

## Pietre miliari
1990: Bianca e Bernie nella terra dei canguri – Primo lungometraggio ad essere interamente registrato in film da file digitali. L'animazione è stata assemblata su computer che usano Walt Disney Feature Animation and Pixar's CAPS system.
1993: Biancaneve e i sette nani – Primo film ad essere interamente scansionato per file digitali, manipolato, e registrato in film, ad una risoluzione di 4K. Il progetto di restauro venne interamente eseguito ad una risoluzione di 4K e ad una profondità di 10 bit con il nuovo sistema Cineon, per rimuovere digitalmente sporco e sabbia e ripristinare i colori sbiaditi. 
1998: Pleasantville – Per la prima volta un film viene quasi del tutto scansionato, processato, e registrato digitalmente. Il bianco e nero che incontra il mondo dei colori. La "pellicola" viene filmata interamente a colori selettivamente desaturata e contrastata digitalmente. Il lavoro venne eseguito a Los Angeles dalla Cinesite, utilizzando uno Spirit DataCine per scannerizzare a risoluzione 2K . Venne inoltre utilizzato dalla UK Company Pandora International un MegaDef Color correction system.
1999: Pacific Ocean Post Film.  Il team guidato da John McCunn e Greg Kimble usa dei Film Scanner Kodak e stampante al laser film Cineon software, nonché strumenti proprietari, per ricostruire e riparare i primi due rulli del film del 1968 "Yellow Submarine" dei Beatles.
2000: Sorted – Fu il primo lungometraggio, a colori e a 35 mm, che utilizza completamente il Digital Intermediate Process. Il film di Alex Jovy viene prodotto dalla Wave Pictures' Digital Intermediate film facility a Londra, Inghilterra. Viene scannerizzato ad una risoluzione di 2K, per 8 bit di profondità per colore / per pixel, utilizzando un perno registrato, un Liquid Gate Oxberry 6400 Motion Picture Film Scanner, e registrato su Kodak 5242 Color Intermediate Stock usando un, MGI Celco Cine V Film Recorders. Gli effetti digitali e la color correction furono fatti usando un Discreet Logic Inferno. Sorted venne proiettato in anteprima al Festival di Cannes nel maggio del 2000.
2000: Fratello, dove sei? – Fu la prima visione hollywoodiana ad utilizzare completamente un Digital Intermediate System. film dotato comunque di pochissimi effetti visivi. Il lavoro venne svolto a Los Angeles dalla Cinesite utilizzando uno Spirit DataCine per scannerizzare alla risoluzione di 2K, un sistema della Pandora International MegaDef per aggiustare il colore e una Kodak Lightning II recorder per stampare su pellicola.
2000: Galline in fuga fu il primo lungometraggio in Europa ad usare il Digital Intermediate process, memorizzando digitalmente e manipolando ogni frame del film prima di registrare su pellicola.
2001: Honolulu Baby di Maurizio Nichetti, è il primo lungometraggio "live action" post prodotto in Europa (Italia-2000) che ha usato il Digital Intermediate process in 2K, da una produzione girata in super35mm, realizzato dalla Rumblefish di Massimo Germoglio supervisore e film editor del film, montato in Avid, scansione con lo Spirit, CGI in Maya, grafiche in AE, la finalizzazione ed i VFX in Inferno della Discreet Logic, il filmrecording di tutto il film su internegativo usando l'Arrilaser. stampato su copia positiva.
2004: Spider-Man 2 – Il primo digital intermediate fatto interamente ad una risoluzione di 4K. Anche se la scansione, la registrazione, e la color-correction fu fatta a 4K dalla EFILM, la maggior parte degli effetti speciali furono fatti a 2K e sono stati upscalati a 4K.
2008: Baraka – Il primo digital intermediate ad una risoluzione di 8K da FotoKem su una sorgente negativa di 65 mm per il remaster del DVD e Blu-ray dell'ottobre del 2008. La scannerizzazione produsse 30 terabyte di dati e prese 12–13 secondi per scannerizzare ogni singolo frame, per un totale di tempo di scannerizzazione di 3 settimane.